# Страхомер
Страхомер (словен. Strahomer) — поселення в общині Іг, Осреднєсловенський регіон, Словенія. Висота над рівнем моря: 309,6 м.